# Catharsius guineensis
Catharsius guineensis är en skalbaggsart som beskrevs av Ferreira 1963. Catharsius guineensis ingår i släktet Catharsius och familjen bladhorningar. Inga underarter finns listade.